# Piper lainatakanum
Piper lainatakanum är en pepparväxtart som beskrevs av C. Dc.. Piper lainatakanum ingår i släktet Piper och familjen pepparväxter. Inga underarter finns listade i Catalogue of Life.